# Cuencas fronterizas salar Michincha - río Loa
Las cuencas fronterizas salar Michincha - río Loa son varias cuencas endorreicas situadas a lo largo de la parte norte de la frontera internacional de la Región de Antofagasta entre ambos accidentes geográficos que le dan su nombre, el salar de Michincha y el río Loa. Es un ente administrativo creado por la Dirección General de Aguas en el inventario de cuencas de Chile, con el número 020 y está totalmente incluida en la Comuna de Ollagüe.
A partir de la década de los años 70 se ha ampliado el concepto de cuenca hasta entender, ya en los primeros años del siglo XXI, una cuenca hidrográfica en lo que respecta a su definición espacial y funcional, como la unidad geopolítica y socioeconómica más apropiada y racional para el desarrollo integrado de los recursos de tierras y aguas asociados a la vegetación y en conjunto con los usuarios de nivel local y regional.: 17 
| [[File:Cuenca-020-021-B.svg\|500px\|alt={{{Alt\|Las cuencas del ítem 020.]] File:Cuenca-020-021-B.svgLas cuencas del ítem 020. | [[File:Txu-oclc-224571178-sf19-07.jpg\|500px\|alt={{{Alt\|Mapa de la zona publicado por las Fuerzas Armadas de los Estados Unidos de América.]] File:Txu-oclc-224571178-sf19-07.jpgMapa de la zona publicado por las Fuerzas Armadas de los Estados Unidos de América. |

## Límites
Limita al norte con el extremo sur de las cuencas altiplánicas de Chile, es decir el ya nombrado salar de Michincha. Por el este, las cuencas se extienden a Bolivia y deslindan con otros salares y cuencas: los mapas del Instituto Geográfico Militar de Chile Ollagüe-2161 y el mapa de las Fuerzas Armadas de los Estados Unidos de América muestran la siguiente distribución: el salar de Ollagüe limita con el salar de Chiguana. Más al sur, los salares de Ascotán y Carcote cruzan la frontera y deslindan con la cuenca del río Grande de Lípez. En particular el salar de Ascotán limita al este con las laderas occidentales de los cerros de Cañapa y cerro Araral, en el centro y norte de la cuenca, y del cerro Bayo por el sur, al oeste de la boliviana laguna Khara (o Kara).: 22  (Ver también el mapa de Risopatrón, Boloña y Ossandon). Hacia el sur y hacia el oeste limita con la cuenca del río Loa.

## Población
El sistema de información y monitoreo de biodiversidad del Ministerio del Medio Ambiente de Chile señala la siguiente distribución de la superficie de la cuenca entre las comunas (el porcentaje es de la cuenca):
| Región      | Provincia | Comuna  | Hectáreas   | Porcentaje |
| ----------- | --------- | ------- | ----------- | ---------- |
| Antofagasta |           |         | 266.712,996 | 99,709%    |
|             | El Loa    |         | 266.712,996 | 99,709%    |
|             |           | Calama  | 12.054,875  | 4,507%     |
|             |           | Ollagüe | 254.658,121 | 95,202%    |
| Tarapacá    |           |         | 459,376     | 0,172%     |
|             | Tamarugal |         | 459,376     | 0,172%     |
|             |           | Pica    | 459,376     | 0,172%     |

La localidad mayor de la zona es Ollagüe a 3700 m s. n. m., poblado cabecera de la comuna homónima que albergaba a un total de 126 personas en 2008. En la comuna vivían 142 habitantes.: 99 

## Subdivisiones
La Dirección General de Aguas subdivide o reúne las cuencas de Chile acorde a las necesidades de estudio y gestión. Existen dos inventarios que han logrado ser aceptados como principales, el inventario de cuencas del Banco Nacional de Aguas (BNA) de 1978, de mayor uso, y el inventario de cuencas del Departamento de Administración de Recursos Hídricos (DARH) de 2014 de mejor cartografía que ha obligado a redefinir algunos límites, a veces con cambios mayores, pero también por algunas redefiniciones del concepto de subcuenca.
Bajo el BNA el código del ítem es 020 y con el DARH es 0200.
La subdivisión del BNA es como sigue:
| Cuenca                                           | Subcuenca | Subsubcuenca | Aguas                                           | Área drenaje km² | Observaciones |
| ------------------------------------------------ | --------- | ------------ | ----------------------------------------------- | ---------------- | ------------- |
| 020 Fronterizas Salar Michincha - Río Loa (mapa) |           |              |                                                 |                  |               |
| 020                                              | 0200      | 02000        | Salar de Ollagüe                                | 725              |               |
| 020                                              | 0201      | 02010        | Salar de Carcote                                | 524              |               |
| 020                                              | 0202      | 02020        | Salar de Ascotan                                | 1426             |               |
| total:                                           | 3         | 3            | Región: II (100%) / Tipo: Endorreica / Desemb.: | 2675             |               |

La disposición de cuencas en el inventario DARH es la siguiente:
| Código | Nombre                                              | Código en mapa                                      | Tipología de cuenca                                 | Vertiente de cuenca                                 | Origen de cuenca                                    | Temperatura media anual (C°)                        | Temperatura máxima (C°)                             | Temperatura mínima (C°)                             | Precipitación anual (mm)                            | Número de estaciones fluviométricas                 | Número de estaciones pluviométricas                 | Área (km²)                                          |
| ------ | --------------------------------------------------- | --------------------------------------------------- | --------------------------------------------------- | --------------------------------------------------- | --------------------------------------------------- | --------------------------------------------------- | --------------------------------------------------- | --------------------------------------------------- | --------------------------------------------------- | --------------------------------------------------- | --------------------------------------------------- | --------------------------------------------------- |
| 0200   | Cuencas Fronterizas entre Salar Michincha y Río Loa | Cuencas Fronterizas entre Salar Michincha y Río Loa | Cuencas Fronterizas entre Salar Michincha y Río Loa | Cuencas Fronterizas entre Salar Michincha y Río Loa | Cuencas Fronterizas entre Salar Michincha y Río Loa | Cuencas Fronterizas entre Salar Michincha y Río Loa | Cuencas Fronterizas entre Salar Michincha y Río Loa | Cuencas Fronterizas entre Salar Michincha y Río Loa | Cuencas Fronterizas entre Salar Michincha y Río Loa | Cuencas Fronterizas entre Salar Michincha y Río Loa | Cuencas Fronterizas entre Salar Michincha y Río Loa | Cuencas Fronterizas entre Salar Michincha y Río Loa |
| 020000 | Salar de Alconcha                                   | 0                                                   | Exorreica                                           | NA                                                  | Pluvial                                             | 3.2                                                 | 14.7                                                | -11.0                                               | 71.6                                                | 0                                                   | 0                                                   | 155.3                                               |
| 020001 | Salar Carcote                                       | 0                                                   | Exorreica                                           | NA                                                  | Pluvial                                             | 5.1                                                 | 16.6                                                | -8.9                                                | 58.3                                                | 0                                                   | 0                                                   | 494.3                                               |
| 020002 | Cuenca Compartida                                   | 0                                                   | Exorreica                                           | NA                                                  | Pluvial                                             | 4.2                                                 | 15.9                                                | -10.2                                               | 62.1                                                | 0                                                   | 0                                                   | 187.4                                               |
| 020003 | Salar de Ascotán                                    | 0                                                   | Exorreica                                           | NA                                                  | Pluvial                                             | 4.7                                                 | 16.3                                                | -9.5                                                | 51.7                                                | 0                                                   | 1                                                   | 1604.4                                              |
| 020004 | Cuenca Compartida                                   | 0                                                   | Exorreica                                           | NA                                                  | Pluvial                                             | 4.4                                                 | 16.0                                                | -9.7                                                | 67.7                                                | 0                                                   | 2                                                   | 3080.0                                              |

Al norte del salar de Ollagüe está ubicado un pequeño salar llamado salar de Alconcha.

## Hidrología

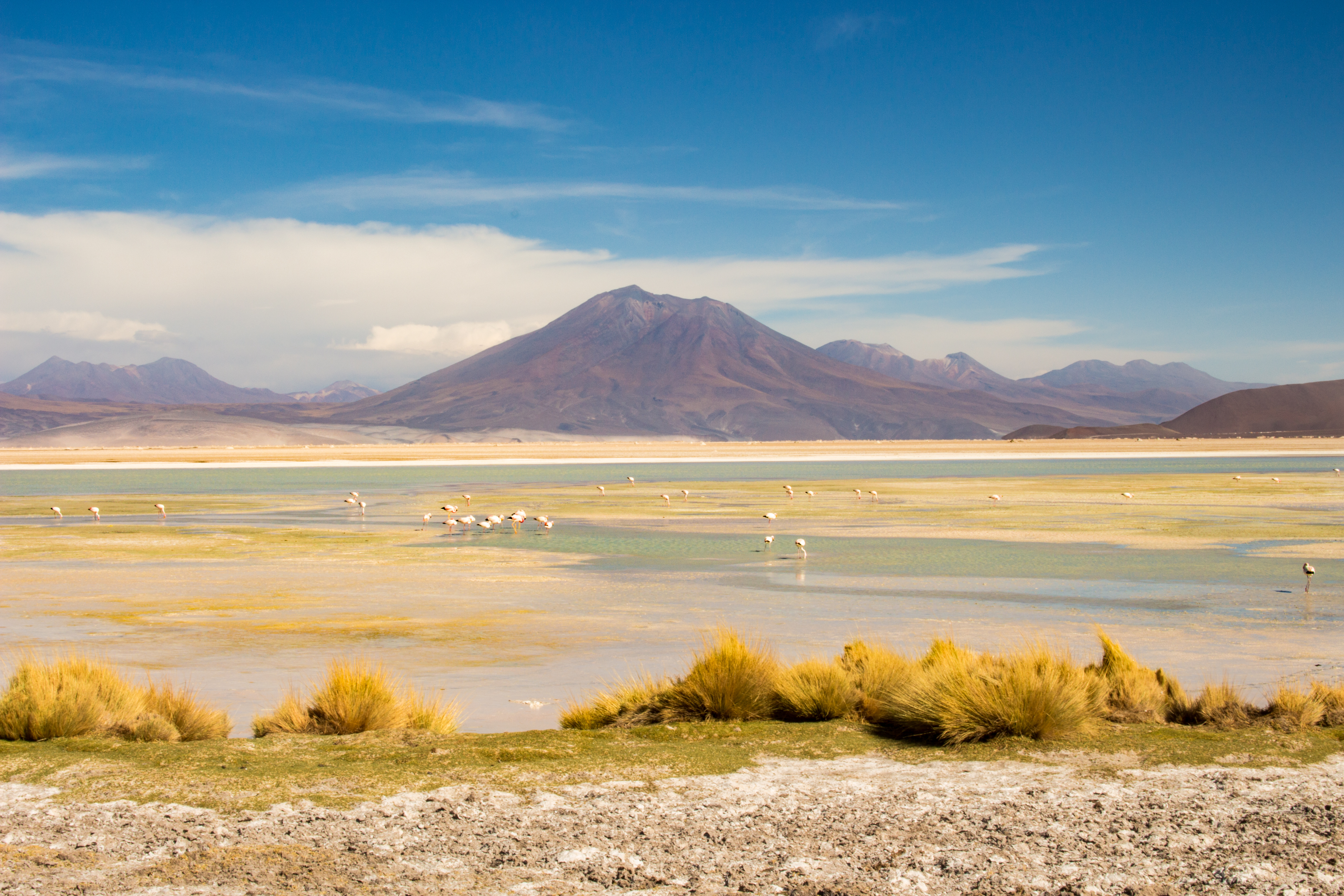
Salar de Ascotán.

Los tres salares presentes en el ítem 020 se alimentan de vertientes que bajan de los cerros ubicados en los márgenes poniente y oriente del ítem. En el caso del salar Aconcha, estas son vertientes que van desde las faldas norte (cerro Paroma Norte) a la ladera sur (cerro Alconcha), en el recorrido por el lado Este (cerro Tres Moños). Estas aguas se sumen en el salar. En el caso del salar de carcote (o San Martín), sus principales tributarios provienen desde las faldas de los cerros La Campana, El Almendro, Pabellón (quebrada Amarilla) y Chela, además del volcán Aucanquilcha. El salar de Ascotán recibe una decena de chorrillos que bajan desde el occidente así como del oriente, penetrando esta últimas en el área de la costra y creando varias lagunas de forma alargada en la dirección del escurrimiento de sus afluentes. Otras lagunas menores se encuentran cercanas a la orilla poniente del salar.: 23 
Entre otras mencionamos:
Cebollar (Aguada de) 21° 37' 68° 24’. Se encuentra en la pastosa quebrada del mismo nombre, con vegas, en medio de altas i áridas sierras, a 4 200 m de altitud; se halla a una hora de camino al SW de la estación de ferrocarril i establecimiento de la misma denominación, a la que se Conduce el agua por cañería, desde una represa formada en 1895. 1, X, p. 64 i 207 i carta de Bertrand (1884); 116, p. 83 i 166; i 156; i paraje en 155, p. 143.

### Red hidrográfica
Los cuerpos de agua considerados en esta categoría son:

## Clima

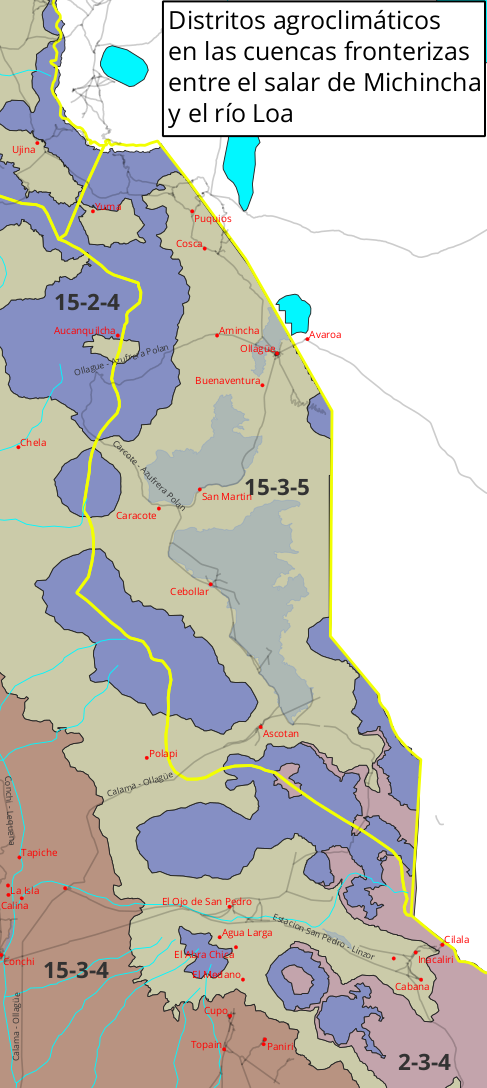
Distritos agroclimáticos en las cuencas. En amarillo los límites entre las cuencas, en gris los caminos.

Diagrama Walter Lieth para la localidad de Ollagüe.